# Эшшольция дернистая
Эшшо́льция дерни́стая (лат. Eschscholtzia caespitosa) — вид травянистых растений рода Эшшольция (Eschscholzia) семейства Маковые (Papaveraceae).

## Распространение и среда обитания
Eschscholzia caespitosa встречается на западе США в Орегоне и Калифорнии и в Мексике в Нижней Калифорнии.

## Ботаническое описание

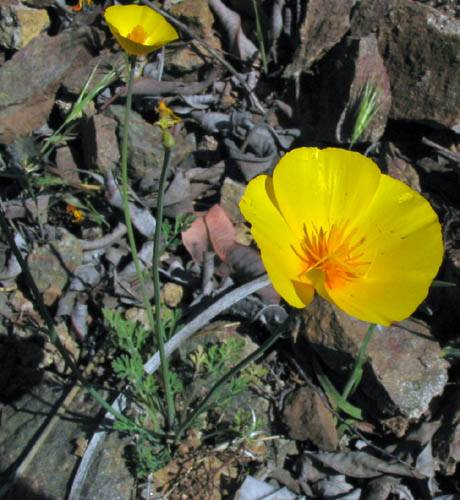
Цветок Eschscholzia caespitosa (горы Санта-Моника, Калифорния)

Это однолетнее растение, похожее на эшшольцию калифорнийскую.
Лист состоит из нескольких долей, стебель — тонкий, до 30 см высотой.
Цветок с лепестками от оранжевого до жёлтого цвета длиной до 2,5 см.
Плоды — цилиндрические капсулы[уточнить] длиной 4—8 см, содержащие мелкие тёмные семена.